# Мезенська губа

Біле море. Мезенська губа праворуч

Мезе́нська губа́ (рос. Мезенская губа) — одна з чотирьох найбільших заток Білого моря (разом з Двінською губою, Онезькою губою і Кандалакшською затокою). 

## Географія і клімат
Мезенська губа розташована на південь від півострова Канін, і є найсхіднішою затокою Білого моря. 
Адміністративно вона знаходиться в межах Архангельської області і Ненецького автономного округу на північному заході європейської частини Російської Федерації.
Довжина затоки — 105 км, ширина — 97 км, глибина коливається в межах 5—25 м; площа акваторії становить 6 630 км². 
При заході в Мезенську губу знаходиться острів Моржовець (рос. Моржовец). У затоку впадають дві основні річки — Мезень і Кулой. Східний берег затоки отримав назву Конушинський берег (рос. Конушинский берег), а південний — Абрамовський берег (рос. Абрамовский берег).
Взимку затока береться кригою, яка нерідко скресає під час припливів. Води затоки є менш прозорими, ніж в решті акваторій Білого моря, що пояснюється стоками доволі каламутної Мезені. Характерними є сильні течії. Припливи — щодобові, висота сизигійних припливів — до 10,3 м заввишки, що є найвищим показником на арктичному узбережжі Росії.

## Використання
У водах Мезенської губи здійснюється промисловий вилов риби (навага, оселедці) і морських звірів.
Існує проєкт будівництва Мезенської припливної електростанції з прогнозованою потужністю 11,4 ГВт.

## Виноски
1. 1 2 3  GEOnet Names Server — 2018.
2. ↑  Энергетика и промышленность России — Газета — Проект века: Мезенская приливная. Архів оригіналу за 29 січня 2009. Процитовано 26 березня 2009. Энергетика и промышленность России — Газета — Проект века: Мезенская приливная (рос.)

| Росія | Це незавершена стаття з географії Росії. Ви можете допомогти проєкту, виправивши або дописавши її. |